# رموز كرستوفيل

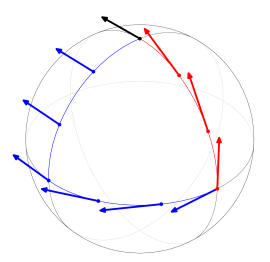

رموز كرستوفيل ( تسمى أحيانا اتصال تآلفي أو اتصال ليفي سيفيتال). في الرياضيات والفيزياء، هي عبارة عن مجموعة من الأرقام تصف اتصال متري. وبعبارة أخرى هي معاملات معينة تمثل دوال خاصة ومشتقاتها الأولية وهذه الدوال تعتبر معاملات الصيغة التربيعية.